# Vertreibung der Wiener Juden 1670

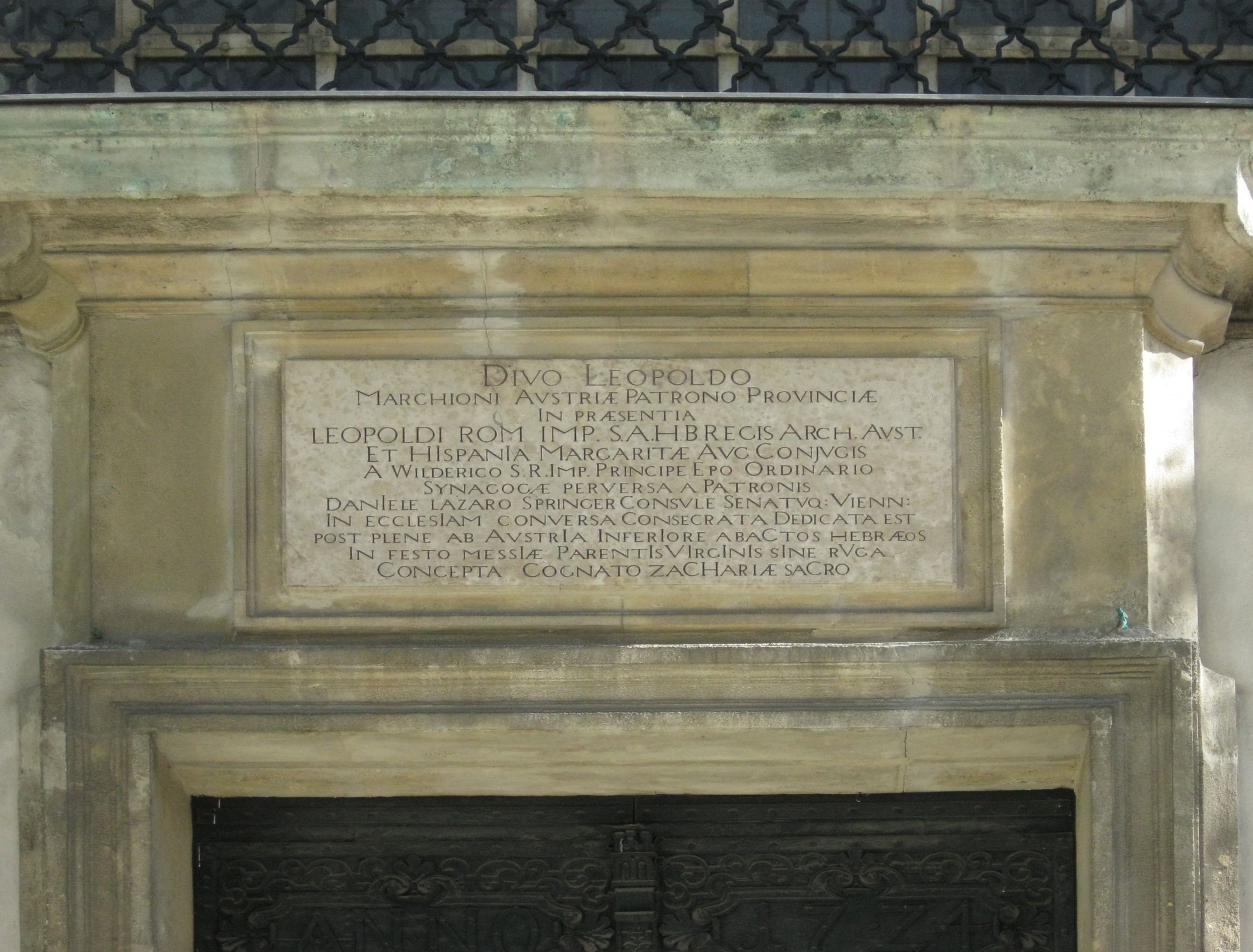
Inschrift über dem Portal der Leopoldskirche, die die Zerstörung der Synagoge und ihre Umwandlung in eine Kirche feiert

Die Vertreibung der Juden aus Wien wurde im Jahr 1669 von Kaiser Leopold I. angeordnet und 1670 durchgeführt. Sie wird in Anlehnung an die 1. Wiener Gesera 1421 auch als Zweite Wiener Gesera bezeichnet.

## Vorgeschichte
Durch ein Privileg von Kaiser Ferdinand II. waren die Wiener Juden 1624/25 aus der Stadt verbannt und im neu errichteten Ghetto im „Unteren Werd“, einem Teil der heutigen Leopoldstadt, angesiedelt worden. Kaiser Leopold I. bestätigte noch 1659 den Wiener Juden ihre Privilegien und gestattete ihnen 1663, bei Türkengefahr in die Stadt zu flüchten.

## Die Vertreibung
Treibende Kraft hinter der Vertreibung war die streng katholische Gattin des Kaisers, Margarita Theresa von Spanien. Sie machte die Juden für Unglücksfälle wie den Tod ihres erstgeborenen Sohnes Ferdinand Wenzel im Jänner 1668 und den Brand des neuerbauten Leopoldinischen Traktes der Hofburg im Februar 1668 verantwortlich. Weitere Anstifter waren der Bischof von Neutra, Leopold Karl von Kollonitsch (ab 1670 Bischof von Wiener Neustadt), der einflussreiche Kapuziner und spätere Bischof von Wien, Emerich Sinelli, sowie der Beichtvater des Kaisers, der Jesuit Philipp Müller.
Am 19. Juni 1669 fasste Kaiser Leopold in der Geheimen Konferenz den Beschluss, alle Juden aus Österreich unter der Enns auszuweisen. In einem kaiserlichen Patent vom 2. August 1669 wurde den Juden eine Frist bis zum 14. April 1670 gesetzt, ihre Häuser zu räumen; die Frist wurde bis zum 26. Juli 1670 erstreckt. Die niederösterreichischen Landjuden mussten das Land bis Ostern 1671 verlassen. Berichte über Gewalttaten wie bei der 1. Wiener Gesera von 1421 fehlen. Über 1600 Menschen mussten die Stadt verlassen. Zuerst die Ärmsten, dann die Bedürftigen, nur eine kleine Zahl reicher und einflussreicher Juden blieb, die alles aufboten, um das auch ihnen drohende Verhängnis abzuwehren. In einem im September dem Kaiser überreichten Bittbrief versuchten sie mit all möglichen Argumenten, den Entschluss rückgängig zu machen. Sie schilderten das Elend der Verstoßenen und appellierten an sein Mitleid. Sie berichteten, wie alte Leute sich plagen, wie etliche bei Überfällen ums Leben gekommen sind, sie appellierten an sein finanzielles Interesse, indem sie die großen Summen aufzählten, die sie abgeführt hätten. Aber weder die Bitten, noch die Intervention einflussreicher aus- und inländischer Personen oder gar des Heiligen Stuhls, brachten Veränderung. Einzige Lösung blieb die Konversion, die aber von den Betroffenen verweigert wurde.
Vor ihrem Abzug konnten die Juden den Magistrat überreden, den Friedhof in der Seegasse in seinen Schutz zu nehmen. Dafür forderte die Stadt 4000 Gulden, welche die reichen Brüder Isaak, Israel und Enoch Fränkel zahlten. Dies war ihnen ein besonderes Anliegen, da ihr Vater Jakob Koppel Fränkel, der am 17. April 1670 verstarb, als einer der letzten dort bestattet wurde.
Die 1650 gestiftete Neue Synagoge in der Wiener Leopoldstadt wurde 1670 abgebrochen und an ihrer Stelle die Leopoldskirche errichtet. Diese wurde 1671 in Anwesenheit des Kaiserpaares mit dem gesamten Hofstaat sowie des Wiener Bürgermeisters Daniel Lazarus Springer und des Bischofs Wilderich von Walderdorff feierlich dem Heiligen Leopold geweiht. Erster Pfarrer wurde Johann Ignaz Arnezhofer, nach dem 1906 die Arnezhoferstraße benannt wurde. Die dahinterstehende Annahme der damaligen Stadtregierung unter Karl Lueger, Arnezhofer habe bei der Vertreibung eine wesentliche Rolle gespielt, wurde im Historikerbericht über Wiens Straßennamen 2013 als unbegründet zurückgewiesen.

## Folgen
Die Stadt Wien, die den Ausfall aus den Judensteuern zu zahlen übernommen hatte, war nicht in der Lage, ihre Verpflichtungen zu erfüllen. Daneben machten sich auch Rückgänge an Mautgeldern, Fleischsteuer und anderen Einnahmen, sowie der Ausfall von Mietzinsen wegen der leerstehenden Gebäude bemerkbar. Niederösterreichische Stände, welche zuvor schwere Feinde der Juden waren, baten nun um Sonderregeln, damit Juden ihren Geschäften wieder nachgehen konnten, da Landprodukte einen enormen Preisrückgang erlebten.
Zahlreiche vertriebene Juden siedelten sich unter dem Schutz von Paul I. Esterházy de Galantha in den Siebengemeinden in Westungarn, dem heutigen Burgenland, an. Auf Einladung von Kurfürst Friedrich Wilhelm ließen sich 50 wohlhabende jüdische Familien in Berlin nieder. Die Vertreibung der Juden war nicht von langer Dauer. Schon 1673 wurde ausländischen Juden gestattet, die Jahrmärkte in Krems, Laa, Retz und Mistelbach zu besuchen. Die Hoffaktoren Samuel Oppenheimer und Samson Wertheimer übten weiterhin großen Einfluss am Kaiserhof aus und konnten gegen Ende des 17. Jahrhunderts die Ansiedlung weiterer Juden in Wien durchsetzen.